# M-Wave
El M-Wave (en japonès: エムウェーブ) és un complex esportiu situat a la ciutat de Nagano (Japó), utilitzat per a la pràctica del patinatge de velocitat sobre gel i futbol americà.
Construït el 1996 i amb una capacitat per a 18.000 persones, fou utilitzat en els Jocs Olímpics d'Hivern de 1998 realitzats a Nagano esdevenint la seu de les proves de patinatge de velocitat. En finalitzar els Jocs fou remodelat, creant dues pistes per a la realització de concerts i de la pràctica del futbol americà.